# 21 février 2001
Le mercredi 21 février 2001 est le 52e jour de l'année 2001.

## Décès
- Auguste Aquaron (né le 24 août 1904), footballeur français
- Georges Marie-Anne (né le 9 octobre 1906), homme politique français
- Fido Purpur (né le 26 septembre 1912), joueur professionnel de hockey américain
- Malcolm Yelvington (né le 14 septembre 1918), chanteur de musique country et rockabilly
- José Lebrún Moratinos (né le 19 mars 1919), cardinal vénézuélien
- Octávio Barrosa (né le 21 décembre 1920), footballeur portugais
- Ileana Espinel (né le 31 octobre 1933), poétesse et journaliste équatorienne

## Autres événements
- Juan Luis Cipriani Thorne, Roberto Tucci, Stéphane II Ghattas, Marian Jaworski, Jean Honoré, Julio Terrazas Sandoval, Antonio José González Zumárraga, Francisco Álvarez Martínez, Audrys Juozas Bačkis, Jorge Mario Bergoglio (futur pape François), Francisco Javier Errázuriz Ossa, Wilfrid Fox Napier, Edward Egan, Desmond Connell, Severino Poletto, Johannes Joachim Degenhardt, Pedro Rubiano Sáenz, José da Cruz Policarpo, Sergio Sebastiani, Jānis Pujats, Karl Lehmann, Jorge María Mejía, Agostino Cacciavillan, Zenon Grocholewski, José Saraiva Martins, Crescenzio Sepe, Claudio Hummes, Ivan Dias, Giovanni Battista Re, Avery Dulles, Cormac Murphy-O'Connor, Lubomyr Husar, François-Xavier Nguyen Van Thuan, Mario Francesco Pompedda, Óscar Andrés Rodríguez Maradiaga, Walter Kasper, Varkey Vithayathil, Geraldo Majella Agnelo, Bernard Agré, Leo Scheffczyk, Louis-Marie Billé, Antonio Ignacio Velasco García, Ignace Moussa Ier Daoud sont créés cardinaux par le pape Jean-Paul II lors du consistoire

- Sortie du film Amour d'enfance
- Sortie belge du film Donjons et Dragons
- Sortie française du film de 2000 Un homme à femmes (The Ladies Man) de Reginald Hudlin
- Sortie française du film Barnie et ses petites contrariétés
- Sortie française du film Vertical Limit
- Diffusion du téléfilm Une femme piégée

- Sortie du single Graceful World
- Sortie de l'album Purana

- Au Québec : fusion d'Alma avec Delisle

- Découverte des astéroïdes : (153284) Frieman, (46053) Davidpatterson, (25930) Spielberg